# Маринър 6 и 7
Като част от програма Маринър на НАСА, Маринър 6 и 7 извършват първата двойна мисия до Марс. Апаратите прелитат над екватора и над южните полярни региони на планетата за да анализират атмосферата и повърхността ѝ с помощта на направляеми сензори, които записват и препращат към Земята стотици снимки. Целта на мисията е установяване на база за бъдещите изследвания на Марс, търсене на извънземен живот и да бъдат изпробвани технологичните постижения, които да проправят пътя към дългосрочни изследователски мисии далеч от Слънцето.
Двата апарата са изстреляни на 25 февруари и съответно на 27 март 1969 г. Маринър 6 е изстрелян от стартов комплекс 36В на Кейп Кенеди, а Маринър 7 от стартов комплекс 36А. На 31 юли и 5 август 1969 г. двата апарата прелитат на 3400 км от планетата. На 29 юли 1969, седмица преди достигане на Марс, операторите от JPL загубват контакт с Маринър 7. Сигнала е възстановен с помощта на допълнителната антена малко след пристигането на Маринър 6. По-късно е установено, че батерия на борда на Маринър 7 е експлодирала. Благодарение на наблюдения направени от Маринър 6 е възможно препрограмирането на Маринър 7 за да може да заснеме точки интересуващи учените и впоследствие изпраща повече снимки отколкото Маринър 6 въпреки експлозията.
По случайност и двата апарата прелитат над региони с кратери и пропускат както големите северни вулкани, така и екваториалния гранд каньон открити по-късно. Сондите фотографират около 20% от повърхността. Изпратени са 198 снимки до Земята и е допълнена информацията от предната мисия на Маринър 4. И двата апарата изучават атмосферата на Марс.
Получена е ценна научна информация. Изяснява се, че Марс няма особена прилика с Луната. Какъвто извод прибързано е направен след полета на Маринър 4.
Ултравиолетовия спектрометър на борда на Маринър 6 и 7 е конструиран от Лабораторията по атмосферна и космическа физика.
Маринър 6 и 7 са нефункциониращи и обикалят в хелиоцентрична орбита.